# Большой Московский государственный цирк
Большо́й Моско́вский цирк — крупнейший цирк в Европе, расположен в Москве у пересечения проспекта Вернадского с Ломоносовским проспектом. Здание построено под руководством архитектора Якова Белопольского. Цирк открыт 30 апреля 1971 года. Имеет систему из пяти быстросменяющихся манежей. В закулисной части расположен отдельный репетиционный манеж. Зрительный зал цирка вмещает 3400 человек. Перестройка цирка запланирована на 4 квартал 2025 года. Здание Большого московского цирка построят на новом месте.

## История

### Разработка проекта
С 1950-х годов население Москвы росло, столица становилась центром международного и внутреннего туризма, — и городу стали необходимы новые культурные объекты, в том числе цирк. Одним из специалистов по строительству цирков в СССР был архитектор Степан Сатунц, по проекту которого в 1940 году в Тбилиси возвели цирк на 2000 мест. В 1952-м вышла его диссертация «Архитектура советского цирка (вопросы типологии)», где он подробно проанализировал опыт строительства отечественных и зарубежных цирков начиная с XIX века, при этом рассмотрел, в частности, расчёты видимости и акустики залов. Представленный им в 1958 году план Московского летнего цирка остался нереализованным. Спустя два года совместно с архитекторами Яковом Белопольским, Ефимом Вулыхом и Львом Мисожниковым Степан Сатунц выдвинул проект московского стационарного цирка на 3000 зрительских мест, который был одобрен Градостроительным советом. Уникальный купол был разработан под руководством Н. В. Канчели. В дальнейшем Вулых и Белопольский стали руководителями архитектурной группы, ответственной за строительство здания нового цирка. Консультантами при проектировании выступили сотрудники Московского цирка на Цветном бульваре: режиссёр Марк Местечкин, главный художник Леонид Александрович Окунь и другие.
Для постройки был выбран большой пустырь на Воробьёвых горах, с дальнего от цирка северного края рассечённый оврагом, являвшимся руслом реки Кровянки, берущей начало на территории МГУ. Начавшееся в 1964 году строительство должны были закончить в 1967-м, но оно затянулись. Виновными в задержке признали завод «Знамя труда», который вовремя не поставил панели кровли купола. В возведении здания цирка участвовали десять строительных управлений. Достроить цирк было решено к XXIV съезду КПСС.
Первые представления были показаны для строителей в начале апреля 1971 года, официальное открытие состоялось 30 апреля того же года. Директором цирка назначили балетного либреттиста, драматурга, бывшего директора Кремлёвского дворца съездов Петра Фёдоровича Аболимова.

### Архитектура и интерьеры

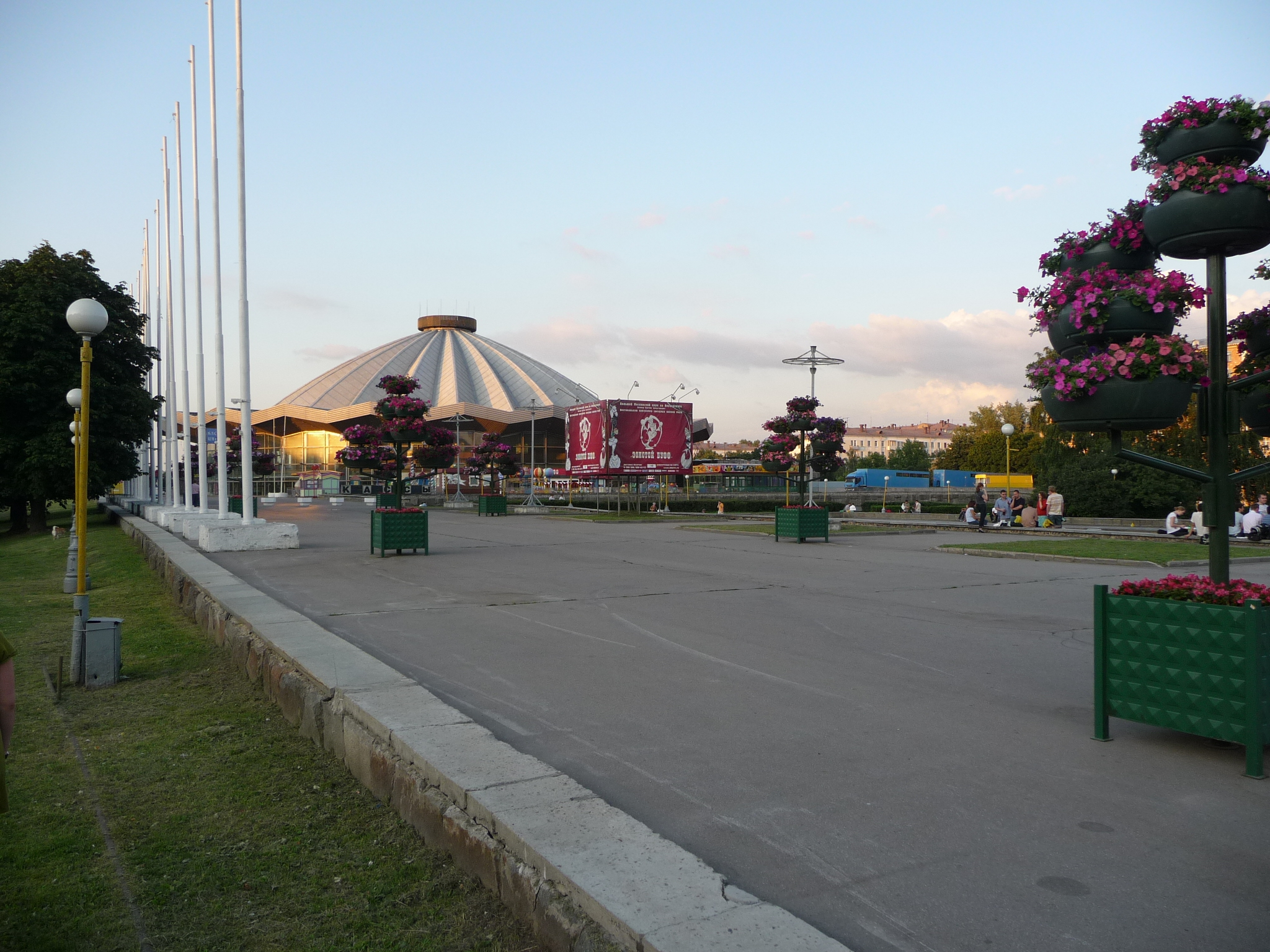
Вид на Большой государственный цирк с проспекта Вернадского, 2009

Площадь цирка составляет 3000 м², высота — 31 метр. Зрительный зал, выполненный в форме амфитеатра, вмещает 3400 человек. Здание цирка построено в стиле советского модернизма и представляет собой остеклённый по всей окружности шатёр под складчатым куполом. Внутренние помещения отделаны естественным камнем, гранитом, мрамором, деревом, стеклом, пластиком и алюминием. Основу купола цирка составляют 24 металлические складки с консолью, масса каждой — 30 тонн. Его конструкцию разрабатывали инженеры Г. Кривин и Александр Леонидович Левенштейн. Между внешней оболочкой и подвесным потолком зала располагаются ярусы колосников с возможностью закреплять подвесное сценическое оборудование в любой точке купола.
Зрители попадают в зал с промежуточного и верхнего ярусов вестибюля через входы, расположенные намного выше манежа. Такое решение позволило организовать отдельные выходы на манеж для артистов и животных. Служебные помещения цирка полностью скрыты в стилобатной части.
Интерьеры фойе выполнены с открытыми проходами, лестницами, стальными колоннами и зеркалами. Напротив каждого входа на стене отчеканены рельефы из бронзы: эквилибрист, клоун с пуделем и прыгающий через огненный обруч лев.
Проект цирка включал ряд технических новшеств: четыре киноустановки, ксеноновые прожекторы, динамики в спинках кресел, но главным оригинальным решением считается система сменных манежей. Всего манежей пять: конный, ледовый, водный, иллюзионный и световой, на смену каждого уходит не более пяти минут. Идея конструкции принадлежит заслуженному строителю России Георгию Семёновичу Хромову. Такая система подъёма была разработана для ракетного комплекса «Тополь». Поскольку технология была секретной, из всего коллектива цирка доступ к ней имели только пять человек. Гриф «строго секретно» сняли к концу 1990-х годов.
Специально для машины Леонида Брежнева, который очень любил цирк, был построен подземный гараж, откуда на специальном лифте, минуя фойе, можно было подняться в правительственную ложу. А при выполнении на манеже цирка ремонтно-строительных работ были обнаружены вмонтированные в деревянные перила две металлические пластины. Их отсутствие в строительной документации позволило сделать вывод о защитной функции конструкций в случае покушения на главу государства.

## Современность
В 2011 году закончился трудовой договор у Леонида Леонидовича Костюка, который стал директором цирка в 1984 году. В ноябре следующего года его место занял народный артист России Эдгард Запашный, выбранный на должность в результате конкурса, прошедшего в Министерстве культуры. Пост художественного руководителя занял его брат — Аскольд Запашный.
В 2011 году цирку исполнилось 40 лет. В честь юбилея была представлена новая программа «Юбилейный экспресс», где были задействованы гимнасты, эквилибристы, иллюзионисты, жонглёры и эксцентрики. В сентябре того же года состоялся цирковой фестиваль «Золотой Буфф».
В 2013 году цирк был закрыт на двухлетнюю реконструкцию, для которой Министерство культуры и Правительство Москвы выделили 600 миллионов рублей. Работы начали с ремонта стилобатной части, прилегающей к куполу. Также отремонтировали помещения для животных. В 2016 году в цирке установили центр обработки данных для постановки новых шоу, управления световыми эффектами, поддержки электронного документооборота и видеонаблюдения.
В декабре 2017 года Правительство Москвы подписало распоряжение о передаче цирка из федерального управления в собственность Москвы. Переход был связан с необходимостью провести капитальный ремонт, запланированный на 2018 год: цирку требуется починить протекающую крышу и систему сменных манежей, которую не ремонтировали с 1971 года.
На сегодняшний день мы уже не пользуемся водным хозяйством, к сожалению, и очень редко пользуемся сменой манежа, потому что каждый раз для нас это серьёзная угроза, что манеж может не опуститься или не подняться. Просто будет дыра в середине зала.Эдгард Запашный
Также в планах у руководства цирка обновить зрительный зал, построить гостиницу для артистов и создать доступную среду для инвалидов. По словам Эдгарда Запашного, стоимость ремонта может составить от восьми до двенадцати миллиардов рублей, а работы займут около двух лет.

## Деятельность

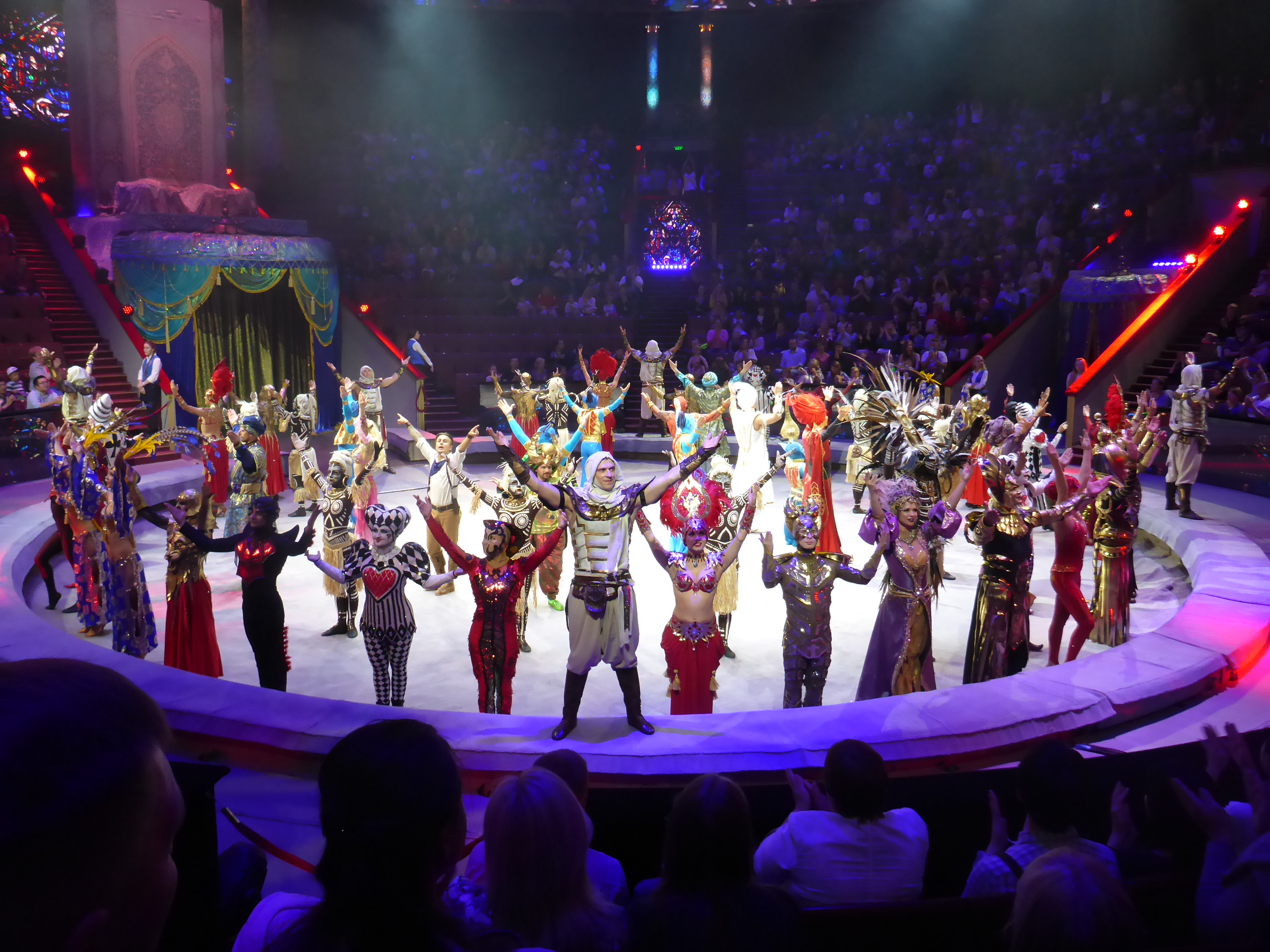
Выступление в 2019 году

В ГУП «Большой Московский государственный цирк на проспекте Вернадского» работает более 500 человек: режиссёры, балетмейстеры, музыканты, артисты, художники. Каждый сезон цирк представляет новую программу, а в декабре ставится специальный новогодний спектакль. Среди постановок цирка — «Огни нового цирка», «Москва встречает друзей», «Сегодня в цирке фестиваль», «Баллада о смелых», «Русская зима», «Звёзды олимпийской арены», «Космический взлёт», «Цирковое рандеву». За время своего существования цирк представил более ста программ.
Ежегодно с 2013-го в цирке проходит Всемирный фестиваль циркового искусства «Идол». На первом фестивале выступили 200 артистов из 15 стран, которых судили три коллектива жюри: профессионалы, журналисты и зрители.
Артисты цирка регулярно гастролируют по России и за рубежом. В 2014 году цирк приезжал в Пекин, в 2015-м — в Чжухай с номером «Эквилибристы на першах» под руководством Вадима Шагунина, который занял второе место на II Международном фестивале циркового искусства. В 2016 году цирк представил шоу «UFO. Цирк с другой планеты» в Дубае. В постановке были задействованы жонглёры, акробаты и гимнасты. В 2019 году шоу «OFU. Приземление» было представлено в трех городах Болгарии.

## Постановки
- 1971 — «Огни нового цирка»
- 1973 — «Москва встречает друзей»
- 1974 — «Сегодня в цирке фестиваль»
- 1975 — «Баллада о смелых»
- 1976 — «Русская зима»
- 1980 — «Звёзды олимпийской арены»
- 1981 — 1982 — «Руслан и Людмила» (пантомима-феерия)
- 1982 — «Космический взлёт»
- 1984 — «Новогодний аттракцион» (эстрадно-цирковое представление с участием Аллы Пугачёвой и Игоря Кио)
- 1986 — «Родины крылатые шаги»
- 1994 — «Цирковое рандеву»
- 1995 — «Цирковая круговерть на льду и на манеже»
- 1996 — «Серебряное шоу на горах Воробьёвых»
- 2003 — «Свадьба соек» (музыкально-цирковое ревю)
- 2004 — «Звёздный сезон»
- 2005 — «Цирковая карусель»
- 2006 — «Цирковая карусель-2»
- 2007 — «Мой мир — манеж»
- 2007 — 2008 — «Вокруг света за 130 минут»
- 2009 — «Золотой Буфф»
- 2009 — «Мир удивительных друзей»
- 2010 — «Мир удивительных друзей-2»
- 2011 — «Юбилейный экспресс»
- 2011 — «13 месяцев»
- 2011 — «Большой Московский цирк»
- 2011 — «Золотой Буфф 2»
- 2011 — 2012 — «Новогодняя тайна Алисы»
- 2012 — «Ларибле»
- 2012 — «Золотой калейдоскоп» («Вива, Зорро!»)
- 2012 — «Остров грёз»
- 2013 — «Золотой орех»
- 2013 — «Времена»
- 2013 — Всемирный фестиваль циркового искусства «Идол-2013»
- 2013 — «Эмоци И…»
- 2014 — «Небылица»
- 2014 — «UFO. Цирк с другой планеты»
- 2014 — «БеспоНЯТЬе»
- 2014 — Всемирный фестиваль циркового искусства «Идол-2014»
- 2014 — «Зак-Ли-Натель»
- 2014 — 2015 — «Конструктор»
- 2015 — «Like РАШН»
- 2015 — Всемирный фестиваль циркового искусства «ИДОЛ-2015»
- 2015 — «К. У. К. Л. А.»
- 2015 — «Мр. Тигр»
- 2015 — «Вещий сон»
- 2016 — «Эмоци И…»
- 2016 — «Посланник»
- 2016 — Всемирный фестиваль циркового искусства «ИДОЛ-2016»
- 2016, 2017 — ЦиркUS 2.0
- 2016 — 2017 — «Снежная Королева»
- 2017 — Всемирный фестиваль циркового искусства «ИДОЛ-2017»
- 2017 — Гала-шоу победителей «ИДОЛ»
- 2017 — 2018 — «Царевна-Несмеяна»
- 2018 — Всемирный фестиваль циркового искусства «ИДОЛ-2018»
- 2018 — «ЭпиЦЕНТРМира»
- 2018 — 2019 — «Песчаная сказка»
- 2019 — 2020 — «Кабы я была царица…»
- 2019 — 2020 — «1,2,…,4,5»
- 2020 — 2021 — «По щучьему велению»
- 2020 — 2021 — «OFU с участием Братьев Запашных»
- 2021 — «И100РИЯ»
- 2022 — «Страшная сила»
- 2022 — 2023 — «Заколдованная»
- 2023 — «КороЛЕВство»
- 2023 — 2024 — «Больше Меньше»
- 2024 — «Легенда»
- 2024 — 2025 — «Сказка о золотой рыбке»

## Руководство
Директора
- 1971—1977 — Аболимов Пётр Фёдорович
- 1978—1983 — Милаев Евгений Тимофеевич
- 1984—2011 — Костюк Леонид Леонидович[10]
- с 2012 года — Запашный Эдгард Вальтерович[17]

Художественные руководители
- 1971—1977 — Местечкин Марк Соломонович[источник не указан 2726 дней]
- 1977—1983 — Милаев Евгений Тимофеевич
- 1984—2011 — Костюк Леонид Леонидович[10]
- с 2012 — Запашный Аскольд Вальтерович[10]

## Аллея звёзд
Аллея звёзд российского цирка была заложена в 2000 году в фойе здания. На 2018 год аллея содержит 28 имён:
- Багдасаров Михаил Ашотович[32]
- Бугримова Ирина Николаевна[источник не указан 2726 дней].
- Головко Виль Васильевич[32]
- Дикуль Валентин Иванович[33]
- Довейко Владимир Владимирович[34]
- Дуров Юрий Владимирович[35]
- Дурова Наталья Юрьевна[36]
- Запашный Вальтер Михайлович[34]
- Запашный Мстислав Михайлович[37]
- Кио Игорь Эмильевич[36]
- Кобзон Иосиф Давыдович[38]
- Корнилов-Дементьев Алексей Степанович[34]
- Куклачёв Юрий Дмитриевич[39]
- Костюк Леонид Леонидович[39]
- Лякишев Александр[34]
- Милаев Евгений Тимофеевич[34]
- Назарова Маргарита Петровна[40]
- Нугзаров Тамерлан Темирсолтанович[41]
- Никулин Юрий Владимирович[41]
- Ольховиков Николай Леонидович
- Осинский Лев Александрович[34]
- Погосян Лаврентий Геворкович[34]
- Рубан Иван Федотович[34]
- Румянцев Михаил Николаевич (Карандаш)[36]
- Саввин Юрий Александрович[34]
- Соколов Алексей Сергеевич[источник не указан 2726 дней]
- Сударчикова Любовь Кузьминична[34]
- Попов Олег Константинович[42]

## В филателии
- В 2009 и 2021 годах были выпущены почтовые маркированные конверты.
- В 2021 году была выпущена почтовая марка
- В 2021 году была выпущена почтовая карточка

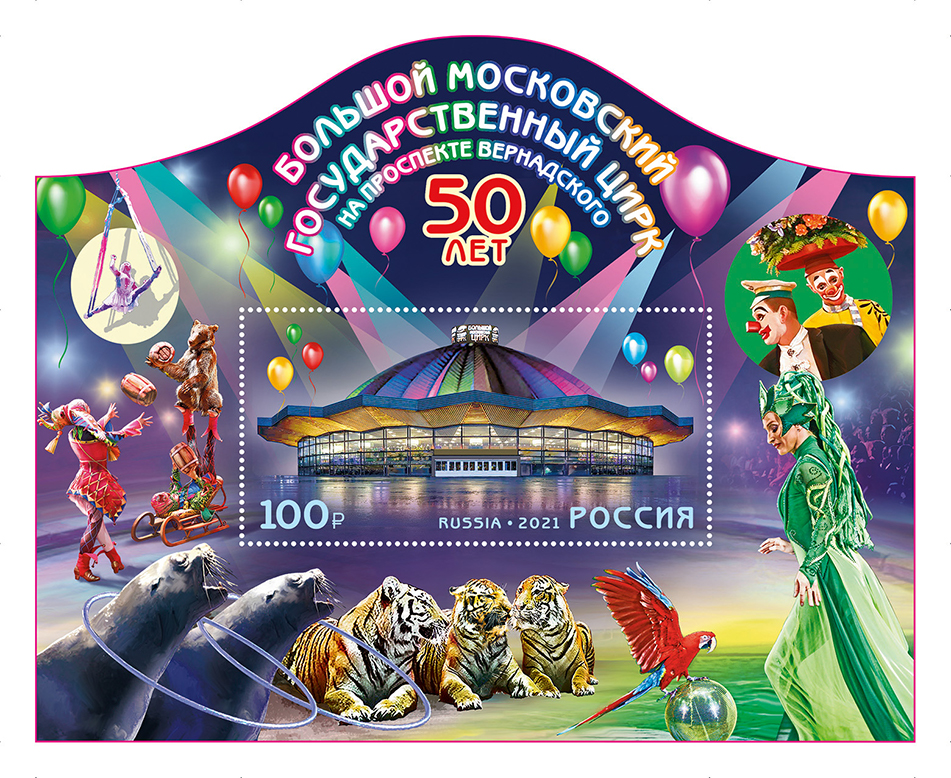
Почтовая марка 2021 год
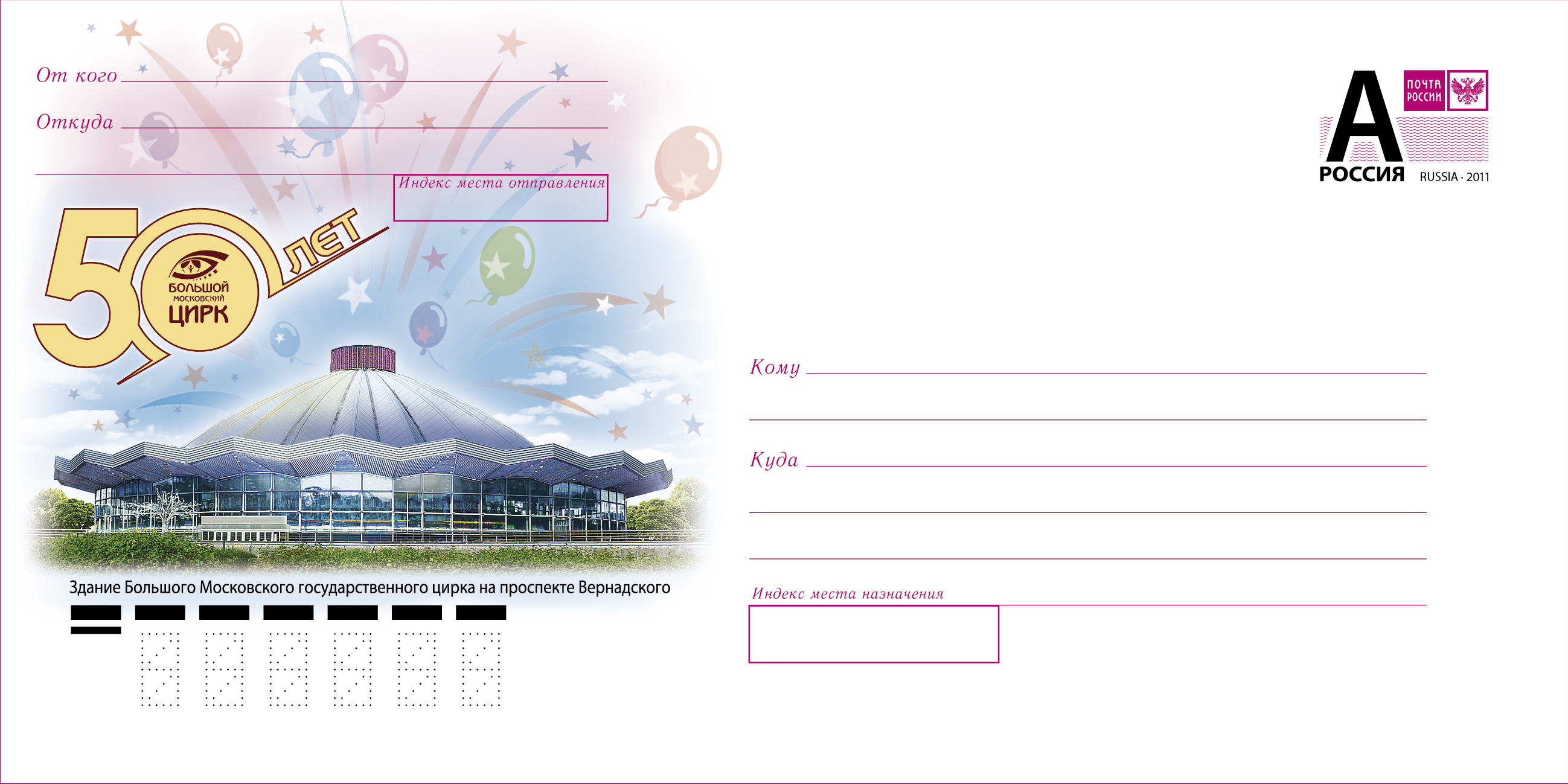
50 лет Большому Московскому государственному цирку на проспекте Вернадского. Почтовый конверт России, 2021 год.